# پداستو، نیو ساوت ولز
پداستو (به انگلیسی: Padstow) یک حومه شهر در استرالیا است که در نیو ساوت ولز واقع شده‌است.